# Stacey Castor
Stacey Castor (River Rouge, Míchigan; 24 de julio de 1967 - Detroit, Míchigan; 11 de junio de 2016) fue una asesina convicta estadounidense de Weedsport (Nueva York). En 2009, fue declarada culpable de envenenar intencionalmente a su entonces esposo David Castor con anticongelante en 2005 e intentar asesinar a su hija, Ashley Wallace, con pastillas trituradas mezcladas con vodka, zumo de naranja y Sprite en 2007. Además, se sospecha que también asesinó a su primer marido, Michael Wallace, en 2000; su tumba estaba junto a la de David Castor hasta que los restos de David fueron exhumados en 2016 y vueltos a enterrar en otro lugar por su hijo. La historia fue noticia nacional, y Castor fue nombrada posteriormente como "La Viuda Negra" por los medios de comunicación.

## Primeros años
Stacey, hija de Jerry Daniels y Judie Eaton, conoció a Michael Wallace cuando ella tenía 17 años, en 1985. Iniciaron una relación sentimental muy pronto. La pareja se casó y tuvo su primera hija, Ashley, en 1988. En 1991, tuvieron una segunda hija, Bree.
Castor trabajaba en una empresa de envío de ambulancias, mientras que Wallace trabajaba de mecánico por las noches, pero la familia tenía poco dinero. Según Castor, Wallace era muy cercano a Bree, mostrando un favoritismo que Castor buscó compensar convirtiéndose en la "mejor amiga" de su hija mayor Ashley. A pesar de su cercanía con sus hijos, la pareja se distanció y se rumoreaba que ambos estaban teniendo aventuras extramatrimoniales.

## Asesinatos
A finales de 1999, Wallace comenzó a sentirse enfermo de forma intermitente. Los miembros de la familia lo recuerdan de diversas formas como inestable, tosiendo y aparentemente hinchado. Como su inexplicable enfermedad persistió durante la temporada navideña, su familia lo alentó a buscar atención médica, pero murió a principios de 2000 antes de que pudiera hacerlo. Su hija Ashley tenía 11 años en ese momento y había estado sola con él, así que se culpó a sí misma por su muerte porque había notado su mala apariencia ese día, pero no le dio importancia. Los médicos le dijeron a Castor que su esposo había muerto de un ataque cardíaco. Aunque la hermana de Wallace se mostró escéptica y solicitó una autopsia, Castor se negó y dijo que creía que los médicos tenían razón.
En 2003, Stacey se casó en segundas nupcias con David Castor, cuyo apellido utilizó a partir de ese momento. Castor era el propietario de una empresa de instalación y reparación de aire acondicionado, y Stacey se desempeñaba como gerente de su oficina. En agosto de 2005, a las 14 horas, Castor llamó a la oficina del sheriff local para informar que su esposo se había encerrado en su habitación durante un día después de una discusión y no respondía a su teléfono móvil. Cuando él no apareció en su lugar de trabajo, ella se preocupó. La propia Stacey afirmó que estaba deprimido. Incapaz de obtener una respuesta, el sargento Robert Willoughby del Departamento del Sheriff se presentó en el domicilio y tras no obtener respuesta de la habitación, pateó la puerta atrancada y encontró a David Castor muerto. Entre los artículos cerca de su cuerpo había un recipiente de anticongelante y un vaso medio lleno de líquido verde brillante. Willoughby dice que recuerda que Castor gritó: "No está muerto, no está muerto".
El forense informó que David Castor se había suicidado a través de una dosis letal autoadministrada de anticongelante, pero cuando la policía encontró las huellas dactilares de Stacey Castor en el vaso con el producto y localizó una jeringa de cocina que tenía el ADN de David Castor en la punta, comenzaron a sospechar de Stacey Castor como la posible autora de la muerte de su marido. Creían que Castor había usado la jeringa para alimentarlo a la fuerza una vez que se debilitó demasiado físicamente.
Los detectives del caso ordenaron realizar escuchas telefónicas en la casa de Castor. Escucharon las llamadas telefónicas en busca de conversaciones inusuales. Además, instalaron cámaras con vistas a la casa de Castor y las tumbas de sus maridos, que habían sido enterrados uno al lado del otro a pedido de Castor. Los detectives razonaron que si Castor era realmente sincera sobre su amor por sus difuntos maridos, eventualmente visitaría sus tumbas. Querían observar su comportamiento mientras estaban allí. Castor, sin embargo, nunca los visitó. Los investigadores pronto sintieron que la única forma de probar que Castor era responsable de ambos homicidios era exhumar el cuerpo de Wallace. Un examen de toxicología dictaminó que Wallace también había muerto por envenenamiento con anticongelante.

### Tentativa de asesinato
En septiembre de 2007, en medio de la creciente evidencia de que Castor había asesinado a sus dos maridos, comenzó a entrar en pánico. Después de que se enterara de que la policía había exhumado el cuerpo de Wallace y encontrado rastros de anticongelante en su sistema, se cree que ideó un plan para tenderle una trampa a su hija Ashley para culparla de los asesinatos.
El primer día de Ashley en la universidad, los investigadores fueron a su facultad para interrogarla sobre la muerte de su padre y para informarle que había sido envenenado en lugar de haber muerto de un ataque cardíaco. Una Ashley molesta llamó a Castor. Poco después, dijo Ashley, Castor la invitó a ir a la casa familiar en Liverpool y beber juntas. Castor dijo que habían pasado por suficiente estrés emocional y necesitaban relajarse. Ashley estuvo de acuerdo porque Castor no solo era su madre sino su "mejor amiga".
Al día siguiente, Castor invitó a Ashley a beber juntas en casa nuevamente. Ella dice que su madre le ofreció una bebida de "sabor desagradable" que ella al principio rechazó pero que finalmente bebió porque confiaba en Castor. Diecisiete horas después, Ashley fue encontrada en estado de coma en su cama por su hermana menor Bree Wallace. Bree exigió que se buscara ayuda y Castor llamó al 911. La hermana de Ashley se apartó de ella por un momento y cuando regresó, encontró una nota de suicidio al lado de Ashley. La nota parecía ser la "confesión de asesinato" de Ashley, en la que "admite" haber matado a su padre y padrastro. Castor rápidamente tomó la nota de la mano de su hija menor y luego se la dio a los paramédicos. Las pruebas revelaron que se habían encontrado analgésicos potencialmente fatales en el sistema de Ashley, y que lo más probable es que hubiera muerto si la hubiera llevado al hospital solo unos minutos más tarde. Cuando Ashley se despertó, mientras la policía la interrogaba sobre los asesinatos y la nota de suicidio encontrada a su lado, dijo que lo último que recordaba era que su madre le preparaba una bebida alcohólica, algo que nunca había hecho antes. Ella les dijo a los oficiales que no escribió la nota y que estaba confundida acerca de sus preguntas y acusaciones.

## Arresto y juicio
Durante dos años, los investigadores habían reunido pruebas contra Castor por la muerte de sus maridos. En 2007, fue arrestada por asesinato en segundo grado por la muerte de David y por intentar asesinar a Ashley e incriminarla por los asesinatos de David y Wallace.
Los fiscales argumentaron que la nota escrita a teclado de ordenador en la que Ashley "confiesa" haber matado a Wallace y David en realidad había sido escrita por Castor. Ashley tenía 11 años en el momento de la muerte de su padre Wallace. Cuando la llevaron al estrado, testificó que no asesinó a su padre ni a su padrastro ni escribió la nota de suicidio.
El fiscal de distrito del condado de Onondaga, William Fitzpatrick, y la asistente del fiscal de distrito, Christine Garvey, argumentaron que el "suicidio" de David Castor nunca había tenido sentido dada la falta de sus huellas dactilares en el vaso contaminado con etilenglicol, una sustancia tóxica que se encuentra en el anticongelante y en la jeringa de cocina encontrada en el cubo de basura de la cocina con etilenglicol y su ADN. Ellos sintieron que esto sugería que lo habían alimentado a la fuerza con anticongelante. Dada la evidencia de la evolución de la enfermedad de David Castor, llegaron a la conclusión de que Castor había alimentado a la fuerza a su debilitado esposo con anticongelante a través de la jeringa durante cuatro días antes de intentar que pareciera un suicidio. Ella había dicho que a su marido se le ocurrió la idea de suicidarse con anticongelante mientras ambos veían un reportaje televisivo sobre Lynn Turner, quien asesinó a dos amantes anteriores usando ese veneno.
Los fiscales presentaron evidencia que muestra cómo se puede identificar el envenenamiento por anticongelante a partir del crecimiento de cristales de oxalato de calcio en los riñones, y que esto también se observó en el examen de los cuerpos de Wallace y David. Además, señalaron el dinero como una de las principales razones por las que Castor asesinó a sus maridos, en parte para cobrar su seguro de vida y propiedades, llegando a cambiar el testamento de David para excluir a su hijo de un matrimonio anterior del dinero que David le había dejado.
Después de buscar en el ordenador personal de Castor, los fiscales encontraron varios borradores de la nota de suicidio que Ashley fue acusada de escribir. Los investigadores forenses descubrieron que, según las marcas de tiempo, se había escrito mientras Ashley estaba en la escuela, lo que demostraba que no podía ser su autora. Argumentaron que el "intento de suicidio" había sido en realidad un intento de asesinato planeado por Castor contra Ashley. En el estrado, Ashley volvió a contar cómo su madre la había convencido de beber las dos noches antes de casi morir. Ella repitió que solo bebía la bebida de "sabor desagradable" porque confiaba en Castor. Ella mantuvo su inocencia de los dos asesinatos y la redacción de la nota.
El equipo de defensa de Castor, los abogados Charles Keller y Todd Smith, estaba decidido a crear dudas razonables en la mente del jurado acerca de que Castor hubiera cometido los asesinatos. Querían "hacer agujeros" en la versión de Ashley de lo que sucedió y demostrar que podría haber sido capaz de asesinar a los 11 años. Notaron que el padre de Ashley, Wallace, mostraba favoritismo hacia su hija menor en lugar de Ashley y citó los celos como un posible motivo para que Ashley hubiera asesinado a una edad tan temprana. Para su padrastro, notaron la tumultuosa relación de Ashley y él y cómo no se llevaban bien entre ellos. La madre de Castor creía que su nieta Ashley era culpable. En un intento final de convencer al jurado de que ella no era culpable, Castor subió al estrado.
En el contrainterrogatorio, Fitzpatrick señaló lo que sintió que eran fallas en la versión de Castor de esa noche. Sostuvo que fue Ashley quien asesinó a Wallace y David, aunque no especularía sobre los motivos más allá de insinuar que su hija podría tener una enfermedad mental. Fitzpatrick señaló que la madre de Ashley nunca había buscado terapia para ella y que a los 21 años Ashley no mostraba signos de enfermedad mental.
Fitzpatrick también sostuvo que el comportamiento de Castor durante las enfermedades de David Castor y Ashley no tenía sentido, dados los años que había trabajado para una empresa de paramédicos. No buscó atención para Ashley durante 17 horas e indicó que David Castor, que se tambaleaba y vomitaba y no podía sostenerse, "se veía bien". Asimismo, cuestionó cómo una mujer que había perdido a dos maridos por envenenamiento no buscaría ayuda para una hija en el estado de Ashley. Fitzpatrick le gritaba con frecuencia a Castor, lo que inspiró al abogado defensor de Castor, Charles Keller, a objetar con frecuencia e incluso solicitar la anulación del juicio.
Los fiscales presentaron otra pieza de "evidencia dañina" contra Castor cuando citaron haber escuchado "sonidos de mecanografía" mientras Castor estaba hablando por teléfono. Durante una de las grabaciones de escuchas telefónicas presentadas, se pueden escuchar "sonidos de mecanografía" mientras Castor habla con un amigo, aunque Castor negó haber usado la computadora ese día. Los fiscales argumentaron que los "sonidos de mecanografía" eran los de uno de los varios borradores que Castor había escrito de la nota de suicidio. Ashley ya había testificado haber visto a su madre trabajando en la computadora en algo que había escondido para evitar que Ashley lo viera. Fitzpatrick afirmó que este fue el día en que Castor escribió la nota, que tenía las huellas digitales de Castor pero no las de Ashley. Le dijo al jurado que la palabra anticongelante estaba escrita como "anti-free" en cuatro lugares dentro de la nota y señaló que Castor también había dicho "anti-free" durante una entrevista. Castor dijo que se había interrumpido mientras decía "anticongelante" porque tenía la intención de decir algo más.
El equipo de defensa de Castor presentó a un experto farmacéutico en un intento de poner en duda la afirmación de la fiscalía de que Castor había narcotizado a Ashley 17 horas antes de ser llevada al hospital. El profesor Francis Gengo testificó que después de analizar los rastros de fármacos y alcohol encontrados en la sangre extraída de Ashley en el hospital, Ashley habría tenido que ingerir alcohol, Ritalín y varias otros fármacos solo varias horas antes de ser hospitalizada. El 5 de febrero de 2009, Castor fue declarada culpable de asesinato en segundo grado por la muerte por envenenamiento de David y de intento de asesinato en segundo grado por sobredosis de pastillas y vodka a su hija Ashley. Con una sala de audiencias "abarrotada", la mayoría se centró en Castor. Ella, sin embargo, tenía los ojos cerrados mientras se leían los veredictos. Su principal abogado defensor, Keller, anunció que Castor apelaría el veredicto, incluida la impugnación de la inclusión de pruebas sobre la muerte de su primer marido, por la que Castor no había sido acusada.
El 5 de marzo de 2009, durante la sentencia de Castor, la fiscal adjunta del distrito, Christine Garvey, le pidió a Fahey que impusiera las sentencias máximas consecutivas debido a la brutalidad de la muerte de David. Además, criticó cómo Castor había "festejado en su patio trasero con amigos como si no pasara nada" mientras Ashley estaba en coma en su habitación. "Es fría, calculadora y sin ninguna emoción por lo que ha hecho", afirmó. "La vida humana es sagrada. Stacey Castor no le da ningún valor a la vida humana, ni siquiera a su propia sangre. Para Stacey Castor, los seres humanos son desechables".
El hijo de David, a quien Castor había defraudado su testamento, suplicó al juez Fahey que castigara severamente a Castor. "Su señoría, [Castor] es un monstruo y una amenaza para la sociedad", dijo. "Ella ha creado tanto dolor y muerte con esto, creando múltiples dolores y muerte en las familias de aquellos a quienes ha lastimado".
El juez Fahey le dijo a Castor que nunca había visto a un padre intentar asesinar a su hijo para implicar al hijo por un crimen que el progenitor había cometido y declaró a Castor "en una clase por sí misma". La condenó a un máximo de 25 años a cadena perpetua por el asesinato de David Castor ya otros 25 años por el intento de matar a Ashley. Por falsificar el testamento de David, ordenó a Castor que cumpliera entre tres y cuatro años más de prisión.
El juicio duró cuatro semanas. Una emocionada Ashley le dijo al juez que odiaba a su madre "por arruinar la vida de tanta gente" pero que aún la amaba por el vínculo que tenía con ella.

## Hechos posteriores
Castor, la reclusa número 09G0209 del Departamento de Correcciones de Nueva York, fue llevada al Centro Correccional para Mujeres de Bedford Hills. Incluso con el crédito por el tiempo cumplido, su fecha de liberación más temprana posible fue el 15 de junio de 2055, poco más de un mes antes de su cumpleaños 88.
El 24 de abril de 2009, ABC transmitió un especial 20/20 de dos horas sobre Castor y el juicio, que incluyó entrevistas. Durante el juicio, Castor había sido apodada "La Viuda Negra" por los medios de comunicación, un título previamente dado a Lynn Turner. Ashley dijo que no sabía cómo su madre, cualquier madre, podría intentar matar a su propio hijo, una cuestión que el público también reflexionó. Castor, quien profesó estar sorprendida por el veredicto de culpabilidad, mantuvo su inocencia durante el especial 20/20 transmitido, así como en partes no emitidas del programa. Ella dijo que "Ashley provocó esto" e insiste en que ella y Ashley saben lo que realmente sucedió. Expresó simpatía por su hija Bree. Llamó a Bree una víctima inocente, a quien perdió junto con su libertad y sus maridos.
Bree, como Ashley, nunca habló con Castor después del juicio. Bree dijo que aunque perder a su madre fue difícil, "estaba feliz de que dijeran que era culpable, porque todos sabemos que es culpable". Ashley dijo: "Habría hecho cualquier cosa por ella. Pero ella intentó matarme". Las dos hijas de Castor expresaron su preocupación porque su madre aún no les había pedido disculpas. Castor sostiene que es inocente de la muerte de sus maridos y del intento de asesinato de Ashley.
ABC entrevistó al psiquiatra forense James Knoll para obtener una perspectiva psicológica del caso y respondió a las preguntas de los televidentes por video el 23 de abril de 2009 y por medio de comentarios en directo el 27 de abril. Dijo que, si bien la mayoría de las notas de suicidio se centran en temas de remordimiento y que la persona no pueda seguir con su vida, la nota supuestamente escrita por Ashley estaba enfocada en quitarle la culpa a Castor. Dijo que este tema se repitió catorce veces dentro de la nota y que cree que Castor nunca admitirá la culpabilidad de los asesinatos. El código de asesinos como estos, dijo, es "negar, negar, negar" hasta el amargo final. Cuando se le preguntó si el comportamiento de Castor y el lenguaje corporal en el estrado mostraban pistas sobre su estado mental y culpa, Knoll recordó que el lenguaje corporal y el comportamiento pueden verse afectados por eventos durante un juicio (como "efectos secundarios de los medicamentos, ansiedad, fatiga e instrucciones del abogado para el acusado sobre cómo comportarse") y que su interpretación no siempre es fiable.
Aunque Castor no se definió oficialmente como una asesina en serie, era probable que hubiera vuelto a matar. Knoll dijo que los asesinos pueden tener muchas motivaciones diferentes. Describió a Castor como un tipo de "viuda negra" en lugar de un típico asesino en serie. Describió el tipo "viuda negra" como una mujer que mata a sus maridos o amantes para obtener ganancias materiales, a diferencia del típico asesino en serie (hombres que matan consecutivamente por motivos sexuales o sádicos). Transmitió que "los rasgos psicopáticos y las historias de abuso infantiles se han informado sistemáticamente en estas mujeres" y sugirió que si Castor fuera culpable de los delitos por los que había sido condenada y acusada, entonces estaría demostrando rasgos psicopáticos, incluso considerar a su propia hija como un objeto para ser utilizado a su conveniencia.
Forensic Files trató en el episodio titulado "Freeze Framed" el caso Castor. Además de los casos de asesinato por anticongelante de Turner y Castor, se informaron casos similares en 2008. En 2002, un hombre había sido condenado por asesinar a su esposa con anticongelante en 1998. Una carta que ella había escrito antes de su muerte lo incriminaba como el asesino si ella muriera eventualmente; la carta condujo a su procesamiento. La serie Sex Lies and Murder, en el episodio 3 de la segunda temporada, además de describir los eventos que llevaron al juicio, incluyó una entrevista con el fiscal de distrito en el caso. El fiscal del distrito señaló que Castor pudo haber asesinado a su propio padre, Jerry Daniels, quien murió el 22 de febrero de 2002, poco después de que su hija lo visitara en el hospital donde tenía una afección pulmonar leve. La familia del primer marido de Castor cree que Castor pudo haber matado a su padre al traer una lata de refresco abierta para que su padre bebiera en el hospital. Ella era la albacea de su patrimonio.

## Muerte
Castor fue encontrada muerta en su celda la mañana del 11 de junio de 2016. No se hizo evidente de inmediato cómo murió, quedando la causa como indeterminada. Posteriormente, la oficina del fiscal del distrito determinó que Castor murió de un ataque cardíaco, sin evidencia de que se hubiera suicidado.